# Michel Marsay
Michel Marsay, nom de scène de Maurice Denis Maynier, est un acteur français né à Paris le 16 novembre 1913 et mort à Saint-Cloud le 16 juin 1986.

## Biographie
Michel Marsay est inhumé au cimetière Pierre-Grenier à Boulogne-Billancourt.

## Filmographie
- 1939 : Les Trois Tambours de Maurice de Canonge : François Ducoureau
- 1942 : Romance à trois, de Roger Richebé : Pierre
- 1942 : Départ à zéro de Maurice Cloche : Martial
- 1943 : Le Loup des Malveneur de Guillaume Radot : Philippe
- 1943 : Marie-Martine d'Albert Valentin : Philippe Ponthieu
- 1946 : L'Ange qu'on m'a donné de Jean Choux : Jean Vernay
- 1948 : Fort de la solitude de Robert Vernay : Sourdieu
- 1949 : La Cage aux filles de Maurice Cloche : Freddy
- 1949 : La Passagère de Jacques Daroy : le prince Grégor
- 1952 : Il est minuit, Docteur Schweitzer d'André Haguet : Jean
- 1953 : Carnaval de Henri Verneuil : M. Arthur
- 1953 : Une nuit à Megève de Raoul André : Maurice